# Sockenbacka järnvägsstation

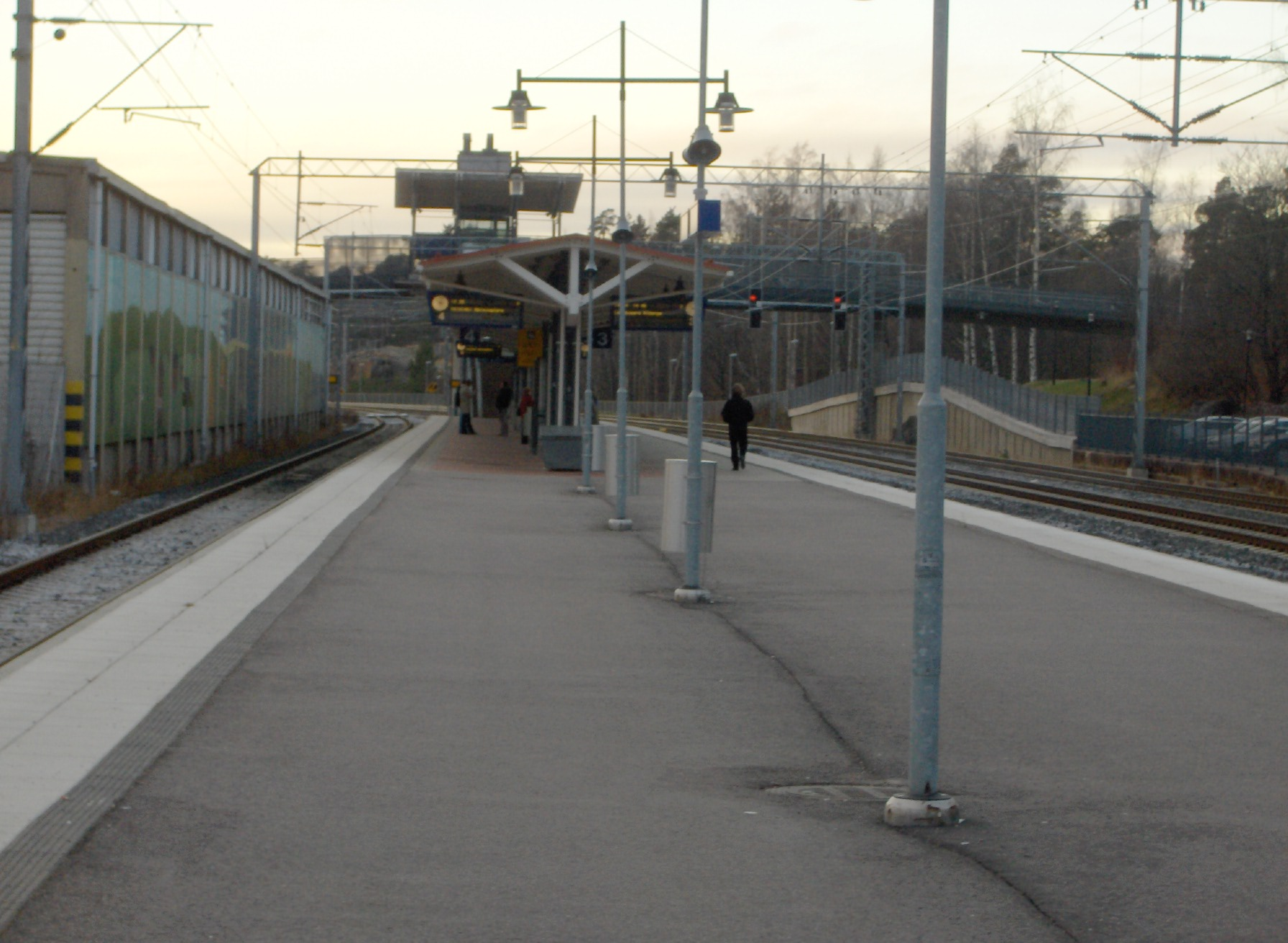
Sockenbacka järnvägsstation i Helsingfors.

Sockenbacka järnvägsstation är en järnvägsstation på Alberga stadsbana i Helsingfors i stadsdelen Sockenbacka. Stationsbyggnaden byggdes 1904 efter ritningar av arkitekt Bruno Granholm. Den byggdes till år 1911. 1988 upphörde man med biljettförsäljningen på stationen. Vid stationen stannar huvudstadsregionens närtrafiks närtåg A (Helsingfors-Alberga) och L (Helsingfors-Kyrkslätt).